# Harnasspinnetje
Het harnasspinnetje (Comaroma simoni) is een spinnensoort in de taxonomische indeling van de Dwergkogelspinnen (Anapidae).
Het dier komt uit het geslacht Comaroma. Comaroma simoni werd in 1889 beschreven door Bertkau.